# Бор (Сланцевский район)
Бор — деревня в Старопольском сельском поселении Сланцевского района Ленинградской области.

## История
На карте Санкт-Петербургской губернии Ф. Ф. Шуберта 1834 года упоминаются смежные: две деревни Борка и деревня Новые Борки.

БОРКИ — деревня принадлежит ведомству Павловского городового правления, число жителей по ревизии: 54 м. п., 59 ж. п.

БОРОК 2-Й — деревня принадлежит ведомству Павловского городового правления, число жителей по ревизии: 58 м. п., 73 ж. п. (1838 год)

Как одна деревня Новые Борки она отмечена на карте профессора С. С. Куторги 1852 года.

БОРКИ — деревня Павловского городового правления, по просёлочной дороге, число дворов — 13, число душ — 48 м. п.

БОР 2-й — деревня Павловского городового правления, по просёлочной дороге, число дворов — 15, число душ — 60 м. п. (1856 год)

БОРКИ — деревня Павловского городового правления при речке безымянной, число дворов — 13, число жителей: 49 м. п., 50 ж. п.; Часовня православная

БОР 2-й — деревня Павловского городового правления при колодцах, число дворов — 17, число жителей: 64 м. п., 69 ж. п. (1862 год) 

В XIX — начале XX века деревня административно относилась к Константиновской административным центром Гдовского уезда Санкт-Петербургской губернии.
Согласно Памятной книжке Санкт-Петербургской губернии 1905 года деревня Бор 1-й образовывала 1-е Борковское сельское общество, Бор 2-й — 2-е Борковское.
С января 1917 года деревни Бор 1 и  Бор 2 находились в составе Константиновской волости Гдовского уезда.
С марта 1917 года, в составе Заручьёвского сельсовета Доложской волости.

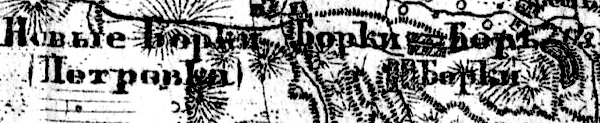
Деревня Бор на карте 1919 года

Согласно карте Петроградской и Эстляндской губерний издания 1919 года смежно с деревней Бор находились деревни Борки и Новые Борки.
С февраля 1927 года, в составе Выскатской волости.
С августа 1927 года, в составе Рудненского района.
В 1928 году общее население деревни составляло 284 человека.
По данным 1933 года в состав Заручьевского сельсовета Рудненского района входили деревни Бор и Борки. С августа 1933 года, они в составе Осьминского района.
С 1 августа 1941 года по 31 января 1944 года, германская оккупация.
С 1961 года, в составе Сланцевского района.
С 1963 года, в составе Кингисеппского района.
По состоянию на 1 августа 1965 года деревни Бор 1-й и Бор 2-й входили в состав Заручьевского сельсовета Кингисеппского района. С ноября 1965 года, вновь в составе Сланцевского района. В 1965 году общее население деревни составляло 38 человек.
По данным 1973 года деревня Бор входила в состав Заручьевского сельсовета.
По данным 1990 года деревня Бор входила в состав Старопольского сельсовета.
В 1997 году в деревне Бор Старопольской волости проживал 5 человек, в 2002 году — 8 человек (русские — 75 %).
В 2007 году в деревне Бор Старопольского СП проживали 7 человек, в 2010 году — 9 человек.

## География
Деревня расположена в южной части района близ автодороги 41К-810 (Кологриво — Лосева Гора — Заручье).
Расстояние до административного центра поселения — 16 км.
Расстояние до ближайшей железнодорожной платформы Сланцы — 52 км.
Деревня находится на правом берегу реки Селково, левого притока реки Долгая. К западу от деревни протекает ручей Глубокий.

## Демография
| 1862 | 2007 | 2010 | 2017 |
| ---- | ---- | ---- | ---- |
| 133  | ↘7   | ↗9   | ↗11  |